# Волохівська волость
Волохівська волость — адміністративно-територіальна одиниця Вовчанського повіту Харківської губернії.

Найбільше поселення волості станом на 1914 рік:
- село Бочкове — 2105 мешканців.
- слобода Охрімівка  — 3502 мешканці.
- слобода Перша Мала Вовча — 2084 мешканці.
- слобода Іванівка — 1307 мешканців.
- село Захарівка — 1509 мешканців.
- село Василівка — 1718 мешканців.

Старшиною волості був Недохлєбов Іван Федорович, волосним писарем — Резніков Ніканор Кирилович, головою волосного суду — Шаповалов Роман Якович.